# Berkelium-246
Berkelium-246 of 246Bk is een instabiele radioactieve isotoop van berkelium, een actinide en transuraan element. De isotoop komt van nature niet op Aarde voor.
Berkelium-246 kan ontstaan door radioactief verval van californium-246 en einsteinium-250.
{\displaystyle {\ce {{^{246}_{98}Cf}->{^{246}_{97}Bk}+{e^{+}}+{\nu }_{e}}}}
{\displaystyle {\ce {{^{250}_{99}Es}->{^{246}_{97}Bk}+\,_{2}^{4}\alpha }}}

## Radioactief verval
Berkelium-246 vervalt hoofdzakelijk door β+-verval tot de radio-isotoop curium-246:
{\displaystyle {\ce {{^{246}_{97}Bk}->{^{246}_{96}Cm}+{e^{+}}+{\nu }_{e}}}}
De halveringstijd bedraagt 1,85 dagen.
233Bk · 234Bk · 235Bk · 236Bk · 237Bk · 238Bk · 239Bk · 240Bk · 241Bk · 242Bk · 242mBk · 243Bk · 244Bk · 245Bk · 246Bk · 247Bk · 248Bk · 248mBk · 249Bk · 249mBk · 250Bk · 250m1Bk · 250m2Bk · 251Bk · 251mBk · 252Bk · 253Bk · 254Bk